# Перелік кавалерів Хреста Симона Петлюри (Г)
Ця сторінка — інформаційний реєстр. Див. також основні статті: Хрест Симона Петлюри та Перелік кавалерів Хреста Симона Петлюри.
В алфавітному порядку представлені всі відомі кавалери Хреста Симона Петлюри, чиї прізвища починаються з літери «Г». 
| №  | Фото | Ім'я                                  | Дата народження              | Місце народження                                             | Дата смерті       | Місце смерті                        | Звання                                      | Підрозділ | № ордена |
| -- | ---- | ------------------------------------- | ---------------------------- | ------------------------------------------------------------ | ----------------- | ----------------------------------- | ------------------------------------------- | --- | -------- |
| 1  |      | Гайдай Олександр (Лесько) Миколайович | 12 серпня 1896               | Житомир                                                      | після 1973        |                                     | Хорунжий                                    | | 3351     |
| 2  |      | Галин Мартин                          | 14 квітня 1858               | с.Гура Роша (нині с.Козацьке)                                | 1943              | Бесарабія                           | Генерал-хорунжий                            | Медично-санітарне управління                                                                                  | 460      |
| 3  |      | Галкин Олексій Семенович              | 21 вересня 1866              |                                                              | 1941              |                                     | Генерал-полковник                           | Генеральний Штаб Армії УНР                                                                                    | 350      |
| 4  |      | Гальчевський Яків Васильович          | 22 жовтня (3 листопада) 1894 | с. Гута-Літинська, Літинського пов. Подільської губернії     | 21 березня 1943   | с. Пересоловичі, Польща             | Сотник                                      | полк ім. Симона Петлюри                                                                                       | 395      |
| 5  |      | Гарячий Павло Павлович                | 13 січня 1893                | с. Буда-Горобіївська, Канівський район, Черкаська область    | 23 січня 1943     | м. Кременець, Тернопільська область | Сотник                                      | 1-ша сотня 2-ї ім. Кармелюка бригади 1-ї Запорозької дивізії Армії УНР                                        |          |
| 6  |      | Герасименко Володимир Маркович        | 6 липня 1892                 | Київ                                                         | 24 квітня 1975    | Буффало                             | Сотник                                      | 6-й кінний ім. Костя Гордієнка курінь 6-ї Січової стрілецької дивізії Армії УНР                               | 537      |
| 7  |      | Гловинський Мусій Миколайович         | 1896                         | с. Темне, Гайсинський повіт, Подільська губернія             | 22 листопада 1921 | м. Базар                            | козак                                       | 4-та Київська стрілецька дивізія Армії УНР                                                                    | 2177     |
| 8  |      | Гнатченко Микита Григорович           | 29 травня 1888               | Золочів                                                      | після 1936        |                                     | Сотник                                      | | 90       |
| 9  |      | Гнойовий Іван                         | 27 лютого 1889               | х.Гнойових поблизу с.Запсілля                                | 22 січня 1974     | Баффало, США                        | Хорунжий                                    | | 633      |
| 10 |      | Голобородько Микола Максимович        | 1896                         | Хощевате, Таращанський повіт, Київська губернія              | 22 листопада 1921 | м. Базар                            | писар штабу                                 | 1-ї Волинська група                                                                                           | 2057     |
| 11 |      | Голуб Андрій                          | 17 травня 1887               | Лохвиця                                                      | 30 березня 1966   | Каламазу, США                       | Підполковник Генерал-хорунжий (в еміграції) | 1-й кінний Лубенський полк імені Максима Залізняка                                                            | 510      |
| 12 |      | Атаназій Гонта                        | 19 червня 1895               | м. Слов'янськ                                                | ?                 | ?                                   | Підполковник                                | 1-й кінний полк ім. М. Залізняка Окремої кінної дивізії Армії УНР                                             | 1252     |
| 13 |      | Гончар Гаврило Леонтійович            | 13 липня 1895                | Чернігівщина                                                 | ?                 | ?                                   | Підполковник                                | | 211      |
| 14 |      | Гончаренко Аверкій Матвійович         | 22 жовтня 1890               | Дащенки, Лохвицький повіт Полтавська губернія                | 12 квітня 1980    | США                                 | Полковник                                   | | 3357     |
| 15 |      | Гончаренко Юрій Васильович            | 4 січня 1894                 | Тернівка                                                     | 16 серпня 1980    | Сан-Дієго                           | Сотник                                      | Запорозький корпус                                                                                            | 3297     |
| 16 |      | Гордієнко Гаврило Максимович          | 24 березня 1902              | м. Олександрівськ (тепер Запоріжжя)                          | 29 серпня 1982    | Філадельфія, США                    | Вояк                                        | Лисогірський Повстанський Партизанській Курінь                                                                | 3273     |
| 17 |      | Юрій Горліс-Горський                  | 14 січня 1898                | Демидівка, Полтавська губернія                               | 27 вересня 1946   | Ауґсбурґ                            | Підполковник                                | Сухопутні війська                                                                                             | 1665     |
| 18 |      | Горобців Микола                       | 1892                         | Нова Ушиця                                                   | після 1936        |                                     | Поручник                                    | Залізна дивізія                                                                                               | 509      |
| 19 |      | Григораш Володимир Васильович         | 7 червня 1890                | Пирятин                                                      |                   |                                     | Підполковник                                | 19-й курінь 3-ї Залізної дивізії                                                                              | 21       |
| 20 |      | Григорович Кость                      | 21 березня 1899              | Славгород                                                    | після 1936        |                                     | Поручник                                    | Запорозький корпус                                                                                            | 2605     |
| 21 |      | Григорович-Барський Павло Павлович    | 8 серпня 1887                | Київ                                                         |                   |                                     | Підполковник                                | | 170      |
| 22 |      | Грицарюк Нестор Павлович              | 1893                         |                                                              | 22 листопада 1921 | м. Базар                            | козак                                       | 4-та Київська дивізія                                                                                         | 2242     |
| 23 |      | Грох Митрофан Васильович              | 1888                         | Народичі, Овруцький повіт, Волинська губернія                | 23 листопада 1921 | м. Базар                            | Сотник                                      | 4-та Київська дивізія                                                                                         | 2015     |
| 24 |      | Губенко Зиновій Трифонович            | 19 березня 1899              | м. Ладижин, Гайсинський повіт, Подільська губернія           | 22 листопада 1921 | м. Базар                            | козак                                       | 4-та Київська дивізія                                                                                         | 2258     |
| 25 |      | Гудима Віталій Авксентійович          | 3 лютого 1861                | Полтава                                                      | 19 лютого 1929    | м.Каліш, Польща                     | Генерал-хорунжий                            | начальник мобілізаційного управління Головної мобілізаційно-персональної управи військового міністерства УНР. | 263      |
| 26 |      | Гуменюк Карпо Григорович              | 1898                         | с. Нова Соколівка, Проскурівський повіт, Подільська губернія | 22 листопада 1921 | м. Базар                            | Козак                                       | 4-та Київська дивізія                                                                                         | 2207     |
| 27 |      | Гурин Дмитро Андріянович              | 26 жовтня 1889               | Лавриківка                                                   | 5 квітня 1967     | Бостон                              | Поручник                                    | Запорозький корпус                                                                                            | 637      |